# Leise flehen meine Lieder
Leise flehen meine Lieder ist ein deutscher Spielfilm aus dem Jahre 1933, in dessen Mittelpunkt das Leben des Komponisten Franz Schubert steht. Unter der Regie von Willi Forst spielte Hans Jaray die Hauptrolle.
Der Titel des Films entspricht dem ersten Vers des Gedichtes Ständchen von Ludwig Rellstab, welches Schubert als viertes Lied in seinem Zyklus Schwanengesang vertonte.

## Handlung
Der junge Komponist Franz Schubert muss aus Geldnot seine Gitarre versetzen, um wenigstens seine Miete auch weiterhin bezahlen zu können. Emmy, die Tochter des Pfandleihers, ist von seinem bescheidenen und freundlichen Auftreten so angetan, dass sie ihm einen höheren Betrag auszahlt, als das Instrument wert ist. Bald kommen sich beide ein wenig näher. In der Zwischenzeit sucht der Kapellmeister Antonio Salieri Schubert auf, von dessen Talent er gehört hat. Er bietet dem hauptberuflich als Hilfslehrer arbeitenden Schubert an, von ihm bei einer anstehenden Soirée der Gräfin Kinsky als Nachwuchstalent in die Gesellschaft eingeführt zu werden. Als der Wiener seine unvollendete Sinfonie vorträgt, fallen ihm inmitten des Spiels plötzlich mehrere mögliche Enden ein, die er dann im künstlerischen Eifer in noch nicht ausgereiften Variationen vorträgt. Als er dafür im erlauchten Publikum Gelächter – vor allem von der jungen Gräfin Caroline Esterházy – erntet, ist Schubert derart irritiert, dass er seinen Vortrag abbricht und erzürnt die Soirée verlässt.
Wenige Tage darauf wird Schubert als Musiklehrer in das gräfliche Schloss der Esterházys nach Ungarn eingeladen. Dort trifft er erneut auf die Komtesse, die sich einerseits für ihr Benehmen unlängst entschuldigt, ihn andererseits aber wie einen Angestellten behandelt. Das Eis bricht, als Schubert sie eines Abends im Dorfkrug Czardas tanzen sieht. Trotz des Standesunterschiedes wollen beide heiraten. Ihr Vater jedoch hintertreibt geschickt das Vorhaben seiner zu erratischen Entscheidungen und emotionalen Schnellschüssen neigenden Tochter. Wieder nach Wien zurückgekehrt, wartet schon Emmy sehnsüchtig auf Schubert, ist aber umso enttäuschter, als ein Brief von Carolines jüngerer Schwester Marie eintrifft, in der diese um Schuberts Rückkehr nach Ungarn bittet.
Der alte Graf war indes nicht untätig und hat Carolines Eheschließung mit einem jungen Offizier arrangiert. Just zum Zeitpunkt der Hochzeit trifft Schubert im Schloss ein. Als unerwartetes ‘Hochzeitsgeschenk’ überreicht er ihr seine unvollendete Sinfonie, die er endlich vollendet hat. An derjenigen Stelle, an der sie damals besonders laut gelacht hatte, fällt Caroline nunmehr in Ohnmacht. Nach einer letzten Aussprache der beiden entschließt sich Schubert, seine Komposition lieber doch unvollendet zu lassen. Dann kehrt er endgültig nach Wien heim.

## Produktionsnotizen
Leise flehen meine Lieder war die erste Regiearbeit von Willi Forst.
Es sangen die Wiener Sängerknaben und der Chor der Wiener Staatsoper, es spielte die Zigeunerkapelle Gyula Horvath.
Die Außenaufnahmen entstanden in Dürnstein in der Wachau, Spitz an der Donau und in Wien.
Die Uraufführung fand am 9. September 1933 in Berlin statt, die Wiener Erstaufführung erfolgte am 27. September 1933.
Gerdago gab hier ihr Filmdebüt als Kostümbildnerin. Julius von Borsody schuf die Bauten. Alfred Norkus war der Tontechniker des Films.
Von Leise flehen meine Lieder wurde auch eine englische Fassung unter dem Titel The Unfinished Symphony hergestellt, die 1934 anlief. Dort wiederholten Jaray und Marta Eggerth ihre Rollen. Anthony Asquith wurde Forst als Dialogregisseur zur Seite gestellt.

## Kritiken
'Vom Werden deutscher Filmkunst' schrieb: „Willi Forst verdanken wir als seine erste Regieleistung den Schubertfilm „Leise flehen meine Lieder“ (1933). Er beweist hier sofort Eigenwillen. Er läuft bei der filmischen Formung des operetten- und schwankmäßigen Stoffes nicht den Dreimäderlhaus-Spuren nach, sondern gestaltet den Film völlig neu vom Anekdotischen aus.“
In Das große Personenlexikon des Films ist zu lesen: „Mit „Leise flehen meine Lieder“ gelang Forst ein bemerkenswerter Regie-Einstand, sein Erstling war eine überaus wehmütige, sentimentale und stimmungsvolle Rückkehr in die Biedermeier-Welt des Franz Schubert.“
Das Lexikon des Internationalen Films erinnerte: „Bei seiner ersten Filmregie verriet Forst bereits Stilgefühl, Musikalität und Talent zur Schauspielerführung.“
Reclams Filmführer erwähnt: „In „Leise flehen meine Lieder“ […] gelang ihm eine wirkungsvolle Mischung von dekorativer Melancholie und temperamentvoller Eleganz.“

## Filmzitat in Japan
Der Regisseur Ozu Yasujirō zitiert zwei Szenen aus diesem Film in seinem 1936 uraufgeführten Film „Der einzige Sohn“ als Beispiel für den damals in Japan noch neuen Tonfilm, in Japan „talkie“ genannt.